# Ulica Krochmalna w Warszawie

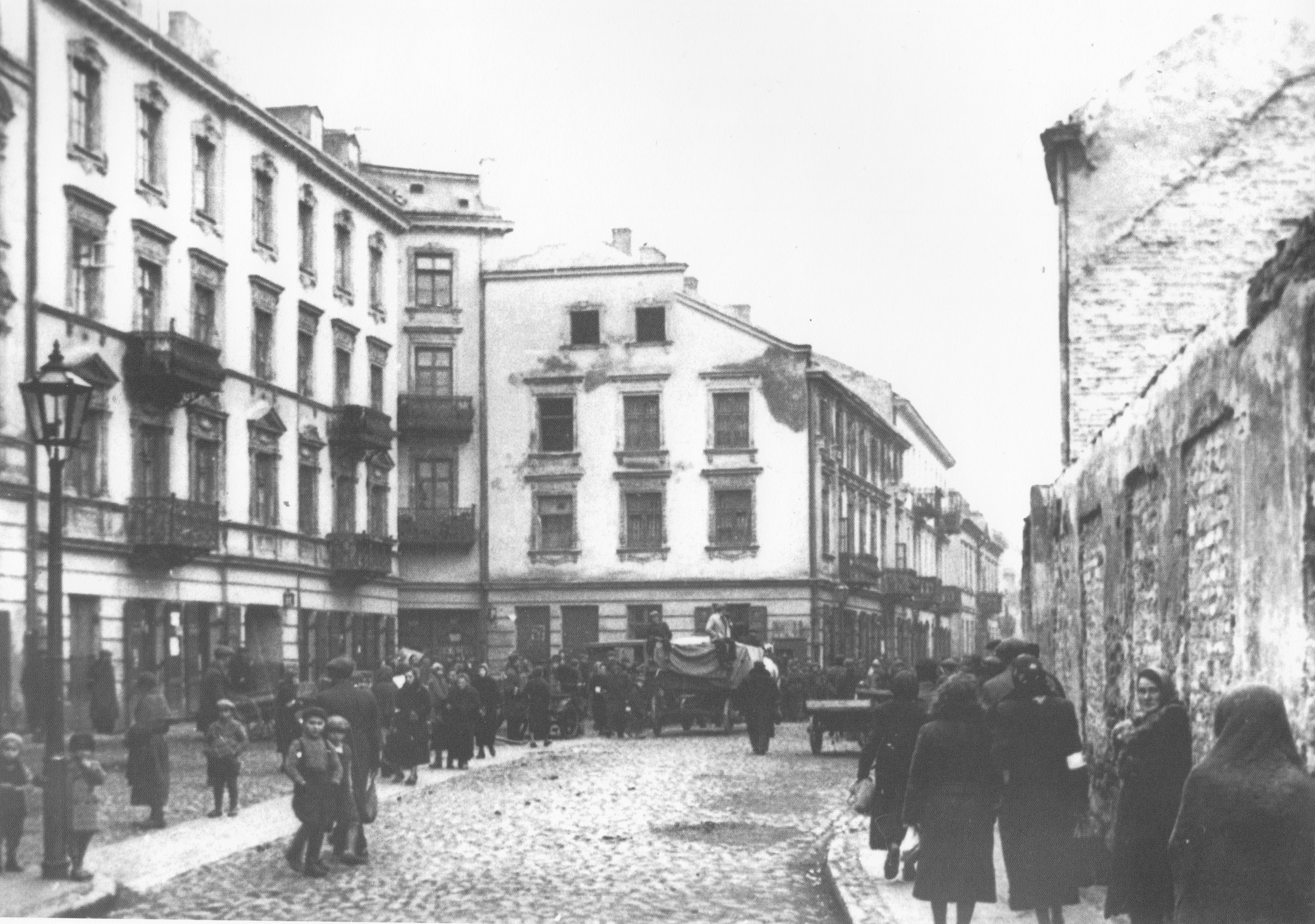
Ulica Krochmalna w okresie istnienia getta

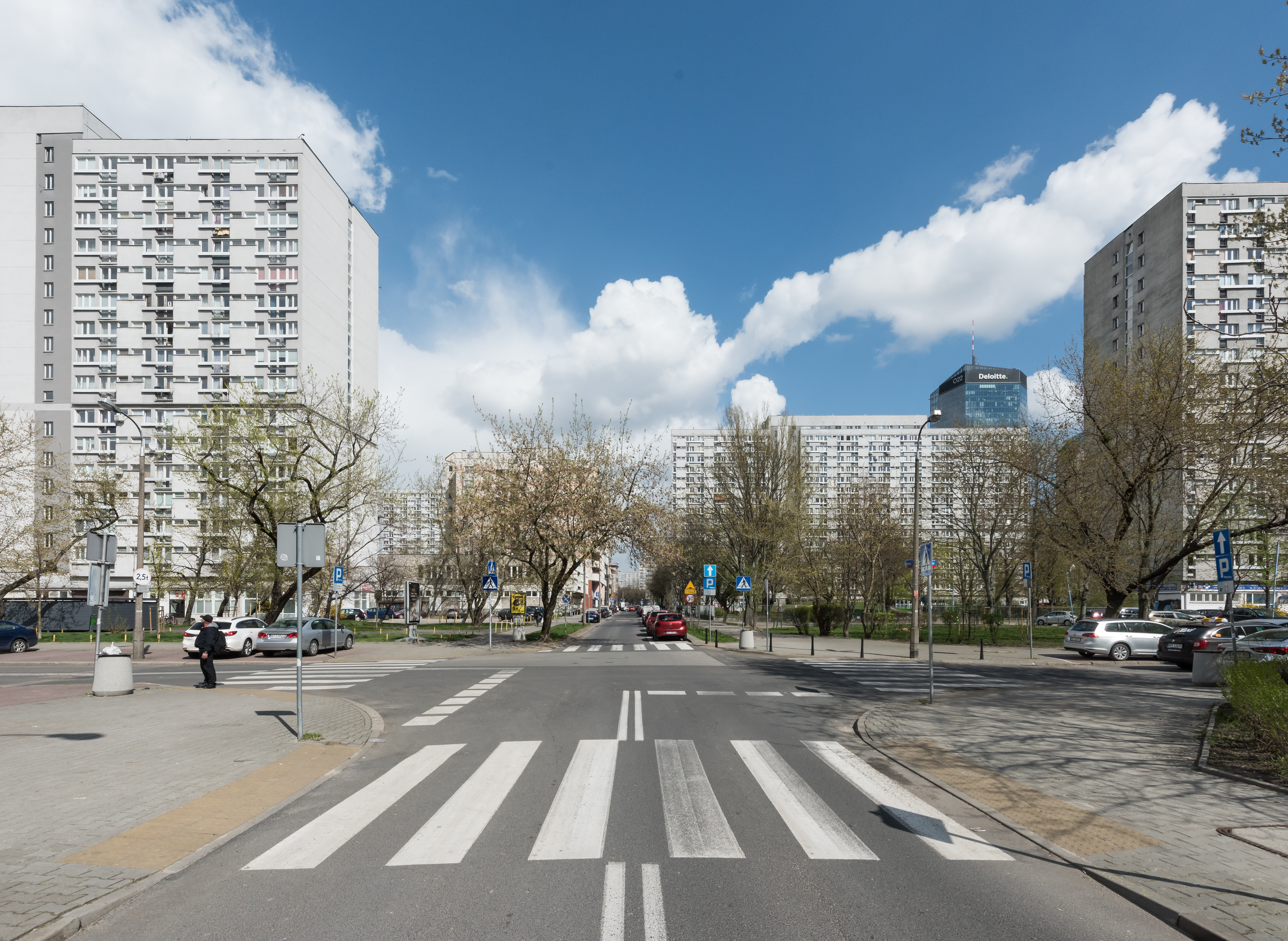
Ulica przy ulicy Waliców, widok w kierunku wschodnim (2021)

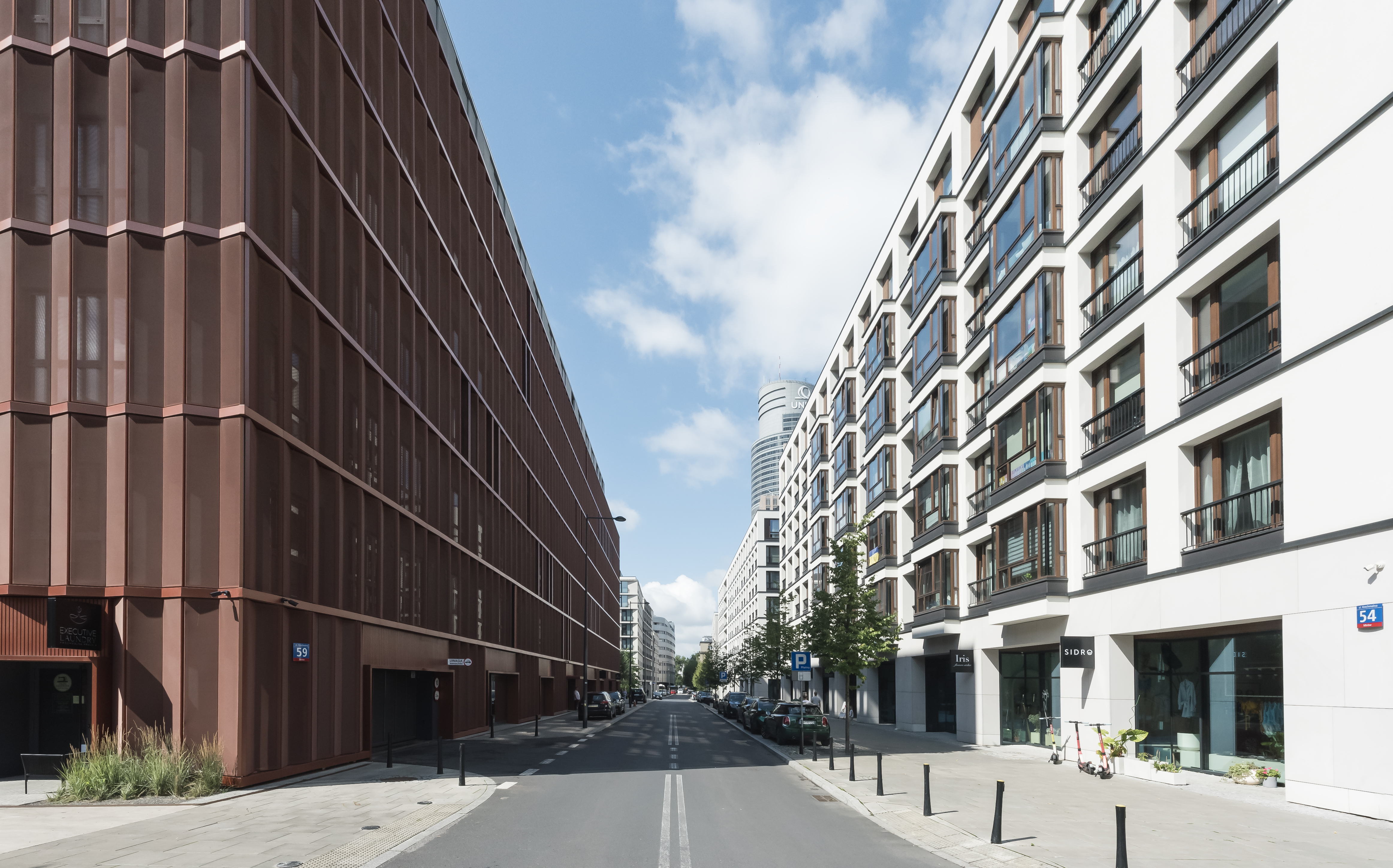
Ulica przy ulicy Wajnberga, widok w kierunku zachodnim (2023)

Ulica Krochmalna – ulica w warszawskiej dzielnicy Wola.
Pierwotnie biegła od placu Żelaznej Bramy do ulicy Karolkowej. Po II wojnie światowej została skrócona z obu stron, a jej dawnemu zachodniemu odcinkowi nadano nazwę ulica Jaktorowska. W latach 1970–2023 jej odcinek nosił nazwę ulica Kotlarska.

## Opis
Ulica jest dawną drogą narolną. Była nazywana Lawendową lub Lawendowską, prawdopodobnie od licznych ogrodów. Zaczynała się przy ulicy Gnojnej (po 1918 przemianowanej na Rynkową) przy placu Żelaznej Bramy i biegła na zachód do okolic obecnej ulicy Towarowej.
Obecna nazwa została nadana w 1770 i związana była z działającą tutaj wytwórnią krochmalu. W tym samym roku ulicę przecięto Okopem Lubomirskiego. Pod koniec XVIII wieku przy ulicy znajdowało się ok. 40 domów i 4 browary. Pod koniec XIX wieku była zamieszkana głównie przez ludność żydowską. Na wschodnim odcinku ulicy działało osiem domów modlitwy oraz mykwa.
W 1846 Błażej Haberbusch i Jan Henryk Klawe zakupili działający przy ulicy stary browar Ludwika Suchockiego, co dało początek spółce Haberbusch i Schiele. Po rozbudowie w latach 1880–1890 stała się ona największym producentem piwa w Królestwie Polskim.
Przy ulicy, pod numerem 10, w 1908 zamieszkała rodzina Isaaca Bashevisa Singera, późniejszego laureata Nagrody Nobla w dziedzinie literatury. Wiosną 1914 Singerowie przeprowadzili się do sąsiedniej kamienicy nr 12. Do klimatów Krochmalnej Singer będzie powracał w swoich utworach, m.in. w Szoszy. Ulica była siedliskiem skrajnej nędzy, przestępczości i nierządu, w szczególności na swoim wschodnim odcinku.
W latach 1911–1912 pod nr 92 wzniesiono budynek Domu Sierot, założonego przez Janusza Korczaka i Stefanię Wilczyńską. W latach 20. XX wieku pod numerem 48 działała czteroklasowa szkoła średnia męska (założona w 1905). 
W okresie międzywojennym  Krochmalna była jedną z najbardziej zaniedbanych ulic śródmieścia Warszawy. W kamienicy nr 56 mieścił się VII komisariat Policji Państwowej wraz z komendą II obwodu. W 1939 przy ulicy znajdowały się 92 budynki frontowe, w tym ponad 50 kamienic o wysokości od dwóch do sześciu kondygnacji.
W listopadzie 1940 wschodni odcinek Krochmalnej do ulicy Wroniej znalazł się w granicach warszawskiego getta. W lutym 1942 w kamienicach nr 13 i18 doszło dwóch z czterech udokumentowanych przypadków kanibalizmu w dzielnicy zamkniętej. Ulica została z niej wyłączona razem z całym tzw. małym gettem w sierpniu 1942, w trakcie wielkiej akcji deportacyjnej (wywózki Żydów do obozu zagłady w Treblince).
Podczas powstania warszawskiego jej skrzyżowania z ulicami: Żelazną i Wronią zostały zamknięte przez powstańców barykadami. W 1944 zabudowa została zniszczona przez Niemców z wyjątkiem kilku domów przy ulicy Żelaznej oraz na odcinku pomiędzy ulicami Karolkową i Towarową.
Po wojnie fragment miasta, przez który przebiegała ulica, był nazywany Dzikim Zachodem. W związku z przewidywaną w planie sześcioletnim likwidacją ulic i zabudowy pomiędzy ulicami Żelazną i Towarową, ulicę Krochmalną przegrodzono budynkiem szkolnym (obecnie siedziba Szkoły Podstawowej nr 221). Ta koncepcja została później zarzucona, a część ulicy pomiędzy Żelazną i Wronią została włączona do terenu zajmowanego przez rozbudowujący się browar.
Po 1969 ulicę zabudowano blokami Osiedla Za Żelazną Bramą, a odcinek ulicy na wschód od skrzyżowania z ulicą Juliana Marchlewskiego został zlikwidowany. Uchwałą Rady Narodowej m.st. Warszawy z dnia 14 maja 1970 fragment przedwojennej ulicy Krochmalnej pomiędzy ulicami Towarową i Karolkową przemianowano na ulicę Jaktorowską, a odcinkowi pomiędzy ulicami Wronią i Towarową nadano nazwę ulica Kotlarska. Odcinki te utraciły połączenie z centralnym odcinkiem ulicy Krochmalnej w wyniku zajęcia jej odcinka pomiędzy ulicami Żelazną i Wronią przez szkołę i browar. W 1970 ulica uległa skróceniu do 480 metrów z przedwojennej długości 1740 metrów.
W 2018 pod nr 1 (róg ul. Ciepłej) odsłonięto tablicę upamiętniającą Isaaca Bashevisa Singera.
Po likwidacji browaru w 2004 jego zabudowania zostały wyburzone. W latach 2017–2019 na ich terenie wzniesiono kompleks zabudowań mieszkalnych, biurowych i usługowych oraz odtworzono ulicę w jej przedwojennym przebiegu. Uchwałą Rady m.st. Warszawy z dnia 30 maja 2019 przywrócono nazwę ulica Krochmalna odcinkowi drogi pomiędzy ulicami Żelazną i Wronią, w zmodyfikowanym przebiegu okrążającym szkołę przy ulicy Żelaznej. Uchwałą z dnia 9 lutego 2023 Rada m.st. Warszawy przywróciła również ulicy Kotlarskiej, pomiędzy ulicami Wronią i Towarową, jej historyczną nazwę ulica Krochmalna. W wyniku zmian wprowadzonych w latach 2019–2023 długość ulicy zwiększyła się z 480 metrów do 1130 metrów.

## W kulturze
- W powieści Zły (1955) Leopolda Tyrmanda na ulicy Krochmalnej znajdował się warsztat inżyniera Alberta Wilgi, a w kamienicy Anny Koźmińskiej na rogu Żelaznej i Krochmalnej – bar IV kategorii „Słodycz”, należący do Warszawskich Zakładów Gastronomicznych[28][29].
- W powieści Kariera Nikodema Dyzmy (1932) Tadeusza Dołęgi-Mostowicza na ulicy Krochmalnej dokonano zabójstwa Józefa Boczka[30].

## Ważniejsze obiekty
- Osiedle Za Żelazną Bramą
- Kamienica Anny Koźmińskiej